# 比西单抗
铟(111In)比西单抗（INN：Indium (111In) biciromab），或简称比西单抗，商品名FibriScint（由Centocor研发），是一种针对纤维蛋白的药物，纤维蛋白是一种参与血液凝固的蛋白质。它是用放射性同位素铟-111标记的小鼠单克隆抗体的Fab'片段，用于诊断血栓栓塞，但在临床试验期间被撤回。